# Saint-Lambert-et-Mont-de-Jeux
Saint-Lambert-et-Mont-de-Jeux é uma comuna francesa na região administrativa de Grande Leste, no departamento das Ardenas. Estende-se por uma área de 10,74 km². Em 2010 a comuna tinha 147 habitantes (densidade: 13,7 hab./km²).